# ʻOto
ʻOto (auch: Ota) ist eine unbewohnte Insel in der tonganischen Inselgruppe Vavaʻu.

## Geographie
ʻOto liegt zusammen mit Aʻa in einer Bucht, die von den Inseln Kapa und Nuapapu gebildet wird, einer Region im Zentrum von Vavaʻu. Im Umkreis liegen noch die Eilande Luaʻofa, Nuku und Luakapa.
Die Insel selbst hat einen eiförmig-ovalen Grundriss und ist dicht bewaldet.

## Klima
Das Klima ist tropisch heiß, wird jedoch von ständig wehenden Winden gemäßigt. Ebenso wie die anderen Inseln der Vavaʻu-Gruppe wird ʻOto gelegentlich von Zyklonen heimgesucht.